# Francisco Ronaldo Silva
Francisco Ronaldo Silva Fernández (Montevideo, 26 aprile 1983) è un ex calciatore uruguaiano, di ruolo centrocampista.

## Palmarès

### Club
- Primera B: 1

Curicó Unido: 2016-2017